# Замок Оберкампфенберґ (Штирія)
Замок Оберкапфенберґ (нім. Burg Oberkapfenberg) розміщений в окрузі Брук-Мюрццушлаг біля міста Капфенберг та східніше міста Брук-ан-дер-Мур у землі Штирія у Австрії.

## Історія

План замку

Перша згадка датована 1173 роком як "Burg Chaffenberch". У ХІІІ ст. його розбудували майбутні графи  у житлову і репрезентаційну резиденцію, що тоді були міністеріалами маркграфів Штирії і з роками стали одним з найзначніших дворянських родин Австрії. Через участь Фрідріха фон Штубенберґа у змові проти тоді ще герцога Альбрехта І Габсбурга загони останнього у 1292/94 роках утримували замок. Через участь Ганса фон Штубенберґа у повстанні проти Фрідріха III, той 1470 року забрав замок. Скоро його захопили угорці Матвія Корвіна захопили замок і утримували до 1491 року. Фон Штубенберґи повернули замок, який через турецьку загрозу став одним з пунктів оповіщення про ворожий напад. Вольф фон Штубенберґ замовив 1541 італійцеві Антоніо Балін де Комозе перебудову замку у ренесансну фортифікацію (завершено 1550). Після перенесення графами фон Штубенберґ 1739 свого житла до віденського палацу з нагоди надання їм Карлом VII титулу графів, замок Оберкампфенберґ спорожнів і почав занепадати наприкінці століття після розбирання дахів з наказу Йосифа ІІ. Лише 1953 граф Франц фон Штубенберґ розпочав перебудову-відновлення руїн замку на готель. Орендар 1985 збанкрутував і замок знову спорожнів. Громада міста Капфенберґ купила 1992 замок. Було створено товариство, що зайнялось його реставрацією. Був відкритий замковий ресторан і готель (1994). Почали проводити шоу хижих птахів, боїв лицарів, проводити виставки зброї.
Щороку в червні у замку відбувається один з найбільших у Австрії середньовічний фестиваль.